# Those Who Hunt Elves
Those Who Hunt Elves (яп. エルフを狩るモノたち Эруфу о Карумоно-тати) — манга Ю Ягами и созданный по её мотивам аниме-сериал.

## Сюжет
История начинается в современной Японии, где нам встречаются абсолютно незнакомые между собою персонажи:
- Дзюмпэй, каратист и силач;
- Айри, всемирно известная артистка;
- Рицуко, обыкновенная школьница, но с прекрасным знанием огнестрельного оружия и умеющая водить танки;
- Микэ — дух кота, по неизвестным причинам застрявший в танке Тип 74.

Внезапно они телепортируются в новый и неизвестный фантастический мир, где встречают лидера эльфов — могущественную Селсию. Так как Селсии весьма неприятно увидеть незнакомых чужестранцев в её мире, она решает помочь им вернуться обратно в Японию, лишь бы избавиться от них. Но, так как Сэлсия не желает, чтобы другие эльфы прознали, что могущественная волшебница помогает чужестранцам — она превращает себя в собаку для маскировки. В ходе магического заклинания, предназначенного для открытия портала между миром эльфов и Японией, Сэлсия почти достигает своей цели, но тут незадачливый Дзюмпэй опять внезапно спутывает всё дело. Так как Сэлсия использовала древнюю и весьма нестабильную магию, которая не должна внезапно прекращаться в процессе заклинания, она распадается на пять магических фрагментов, которые разлетаются по всему миру эльфов. Более того, Сэлсия теперь сама застревает в теле обычной собаки! Дзюмпэй, Айри и Рицуко узнают от неё, что единственный способ для них попасть обратно в Японию — найти эти магические фрагменты, вытатуированные на телах молодых девушек-эльфов. Они осознают, что единственный возможный способ найти их — буквально снять одежду с каждой попавшейся им на глаза девушки-эльфа. Сэлсия, хотя и с неохотой, соглашается помочь им, так как она тоже не сможет превратиться обратно в эльфа без магии этих фрагментов.

## Персонажи
Дзюмпэй Рюдзодзи (яп. 龍造寺淳平 Рю:дзо:дзи Дзюмпэй) — родом из Японии. По знаку зодиака — Дева. Хотя ему всего 19 лет, он эксперт по восточным единоборствам, победивший в шести турнирах, любящий подраться даже тогда, когда для этого нет причин. Дзюмпэй уверен, что все проблемы легко разрешить с помощью кулаков. Он не очень умён, и он первый из группы, кто вызывается с лёгкостью снимать одежду с девушек-эльфов. Хотя Дзюмпэй груб, невоспитан и немножко эгоцентричен, у него доброе сердце — и он первый из группы готов принять на себя огонь врагов (даже если это повод опять ввязаться в драку). Дзюмпэй честный борец: он никогда не позволит себе ударить поверженного противника или напасть на него из за угла. Он буквально боготворит Айри, хотя совсем не был знаком с ней. Его любимой едою является карри (смесь очень острой рисово-куриной каши с хлебом).
Сэйю: Томокадзу Сэки
Айри Корияма (яп. 小宮山愛理 Корияма Айри) — по знаку зодиака — Близнец. Ей 24 года. Айри — известная и популярная актриса Голливуда, по иронии судьбы оказавшаяся в неизвестном мире вместе с Дзюмпэйем и Рицуко. Айри справедливо считается мастером стратегии и мозговым центром группы, и часто вынуждена использовать свои навыки сцены для вытаскивания незадачливого Дзюмпэя из очередной передряги. Хотя она вероятно и осведомлена, что Дзюмпэй является её огромным почитателем, она не испытывает такие же чувства, и (вероятно, более всех из группы) желает попасть обратно в Японию.
Сэйю: Митиэ Томидзава
Рицуко Иноуэ (яп. 井上律子 Иноуэ Рицуко) — по знаку зодиака — Рыбы. Рицуко самая младшая из членов группы «Тех, кто охотятся на эльфов», ей всего 16 лет. Рицуко имеет длинные рыжие волосы и носит школьную форму. Любит учёбу и немного застенчива. Она самая обыкновенная школьница, хотя с необычными интересами. Рицуко мастер стрельбы из всех типов огнестрельного оружия, но предпочитает снайперскую винтовку с оптическим прицелом. Она с лёгкостью водит танк Тип 74 (который является главным способом передвижения группы) и является главным механиком. Рицуко вероятно самая заботливая и неконфликтная из группы, и всегда старается тушить споры Дзюмпэйя и Селсии. Рицуко предпочитает проводить свободное время вместе с Дзюмпэйем, хотя бы лишь для того, чтобы послушать его длинные рассказы об выигранным им турнирах.
Сэйю: Юко Миямура

Дзюмпэй

Айри

Рицуко

Сэлсия, маг эльфов

Сэлсия Мэри-Клер — (англ. Celsia Marie Claire) — по знаку зодиака — Полумесяц Луны (в её мире эльфов, не в нашем). Она высокая и блондинка. Сэлсия самый загадочный персонаж группы «Тех, кто охотятся на эльфов». Настоящий возраст Селсии неизвестен. Она является главным магом всех эльфов её мира. Хотя на первый момент она кажется весьма собранной и спокойной, она быстро теряет терпение. Она немного холодная и скрывает свои настоящие чувства. Сэлсия сильно недолюбливает Дзюмпэйя и часто ссорится с ним. По большой части это потому, что Дзюмпэй сорвал её магическое заклинание, после чего в попытках исправить это она застряла в теле собаки. Кроме того, Дзюмпэй сильно сомневается в магических способностях Селсии, любит поддразнивать её, и не боится высказывать ей своё настоящее мнение.
Сэйю: Котоно Мицуиси
Микэ (яп. ミケ) — дух кота, который в аниме досаждал жителям одной деревни, переселяясь из одной плюшевой игрушки в другую и причиняя жителям всяческие неудобства, чем решительно настроил их против себя. Единственным способом помешать ему переселиться в очередную игрушку оказалось закрыть в железной коробке, и тут им под руку подвернулся танк Тип 74… Рицуко, страдая от одиночества, успела подружиться с духом и даже дала ему имя — Микэ. Пытаясь спасти Микэ-игрушку, и Рицуко и танк падают в реку, и уж там дух Микэ по неизвестной причине переместился в Тип 74 и, спася Рицуко, застрял в нём, не предпрнимая дальнейших попыток переселиться в ближайшую плюшевую игрушку. Микэ несмотря на своё перерождение в танк, все таки остается истинным котом и по-прежнему боится собак и воды. Микэ привязан к путешественникам и является главным способом передвижения для Дзюмпэйя, Айри, Рицуко и Селсии.
Сэйю: Эрико Кавасаки

## Музыка
- Наоко Хамасаки — Angel Blue («Энжел Блю» — голубой ангел, открывающая)
- Наоко Хамасаки — 天才は最後にやってくる («Тэнсай ва сайго ни яттэкуру» — Талант, приходящий в конце, закрывающая)